# Bille August

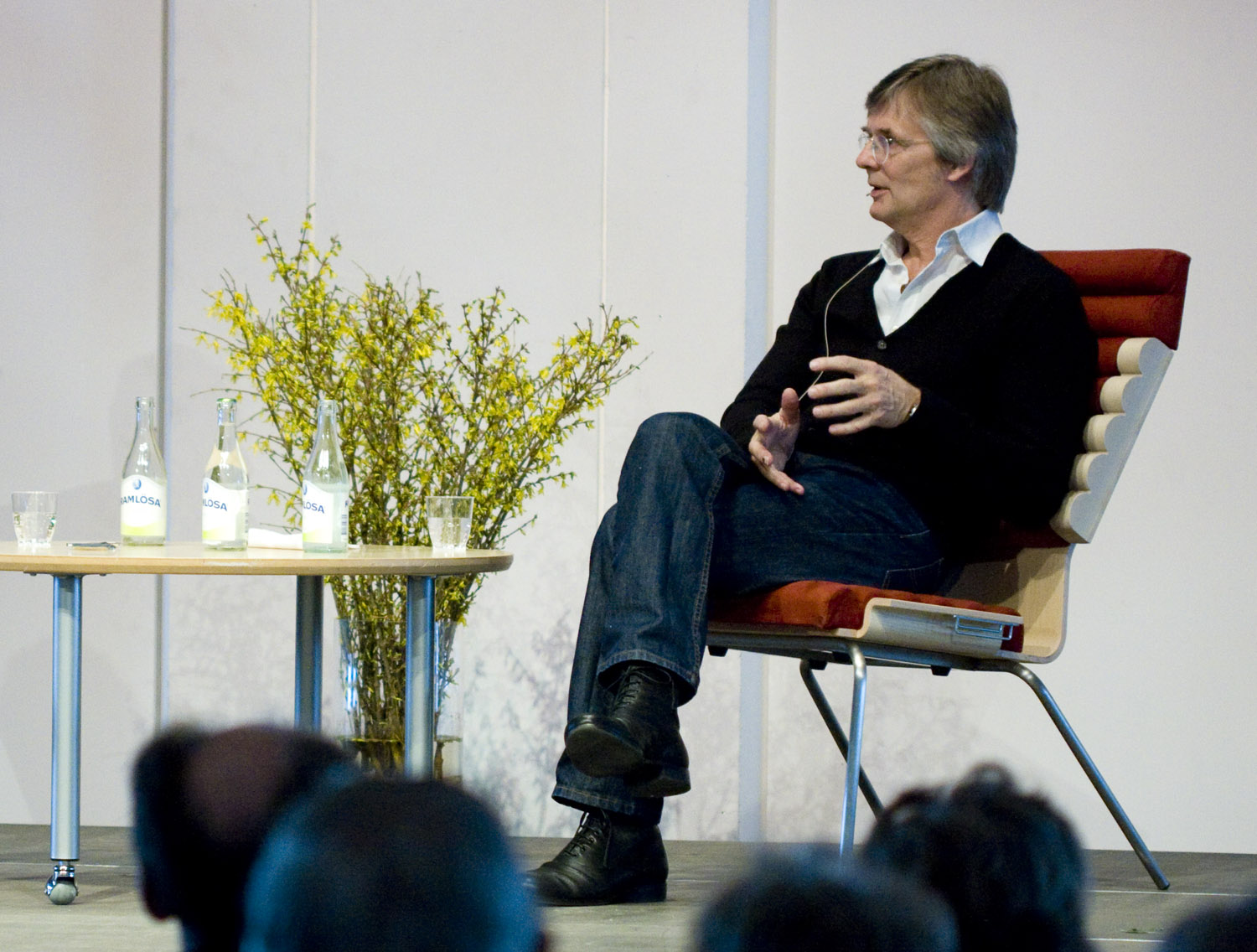
Bille August

Bille August (sinh ngày 9 tháng 11 năm 1948 tại Brede, Đan Mạch) là một đạo diễn phim truyện và phim truyền hình người Đan Mạch. Bille August đã đạo diễn nhiều phim và đã đoạt 2 giải Cành cọ vàng tại Liên hoan phim Cannes, 1 giải Quả cầu vàng của Hiệp hội báo chí nước ngoài ở Hollywood (Hollywood Foreign Press Association, HFPA) cho phim nói tiếng nước ngoài hay nhất và 1 giải Oscar cho phim nước ngoài hay nhất. Bille August cũng đã là thành viên trong ban giám khảo Liên hoan phim Cannes năm 2002 và là một trong số rất hiếm người đoạt giải Cành cọ vàng 2 lần. Sau đó ông đã sang làm đạo diễn ở Hollywood, nhưng không thành công như trước.
Bille August kết hôn với nữ diễn viên người Thụy Điển Pernille August từ năm 1991 tới năm 1997. Hiện ông có bảy người con.

## Các phim do Bille August đạo diễn
- 1971: Body Building, phim tài tiệu về Sven-Ole Thorsen, lực sĩ thể hình và võ sĩ karate người Đan Mạch
- 1978: Honning Måne (Tuần trăng mật)
- 1983: Zappa, dựa trên tiểu thuyết của nhà văn Đan Mạch Bjarne Reuter
- 1984: Busters Verden (Buster's World), dựa trên tiểu thuyết của nhà văn Đan Mạch Bjarne Reuter
- 1984: Tro, håb og kærlighed (Twist and Shout), phần tiếp của phim Zappa
- 1987: Pelle Eroberen (Pelle người chinh phục, Pelle the Conqueror), dựa trên tiểu thuyết của nhà văn Đan Mạch Martin Andersen Nexø, phim này đoạt giải Cành cọ vàng trong Liên hoan phim Cannes năm 1988, đoạt giải Oscar dành cho phim nước ngoài hay nhất và đoạt giải Quả cầu vàng cho phim nói tiếng nước ngoài hay nhất của Hiệp hội báo chí nước ngoài ở Hollywood cùng năm
- 1991: Den gode vilje (The Best Intentions), dựa trên tự truyện của đạo diễn điện ảnh nổi tiếng người Thụy Điển Ingmar Bergman, đoạt giải Cành cọ vàng năm 1992
- 1993: Åndernes Hus (The house of Spirits), dựa trên tiểu thuyết của nhà văn nữ người Chile Isabel Allende
- 1993: The Young Indiana Jones Chronicles (2 tập)

- Vienne, tháng 11 năm 1908 (season 2, tập 9)
- Northern Italy, tháng 6 năm 1928 (season 2, tập 10)

- 1996: Jerusalem, dựa trên tiểu thuyết của nhà văn Thụy Điển Selma Lagerlöf
- 1997: Frøkken Smillas fornemmelse for Sne (Smilla's sense of Snow), dựa trên tiểu thuyết Miss Smilla's feeling for Snow của nhà văn Đan Mạch Peter Høg
- 1998: Les Misérables, dựa trên tiểu thuyết cùng tên của nhà văn Pháp Victor Hugo
- 2001: En sang for Martin (A song for Martin)
- 2004: Return to Sender
- 2004: Death Row
- 2007: Farvel Bafana (Goodbye Bafana), giải Cinema for Peace của Liên hoan phim quốc tế Berlin 2007 cho đạo diễn hay nhất
- 2017: The Chinese widow (Tên tiếng Việt: Hoa cỏ chiến tranh) với sự tham gia của Lưu Diệc Phi